# Повторна границя
Для функції декількох змінних {\displaystyle f\left({{x}_{1}},\ldots ,{{x}_{d}}\right)} можна визначити поняття границі по одній із змінних {\displaystyle \ {{x}_{k}}} при фіксованих значеннях інших змінних. У зв'язку з цим виникає поняття повторної границі.

## Означення
Розглянемо функцію двох змінних {\displaystyle f\left(x,y\right)}, визначену в деякому виколотому околі точки {\displaystyle \left({{x}_{0}},{{y}_{0}}\right)}. Виберемо і зафіксуємо змінну {\displaystyle x}. Отримаємо функцію як би однієї змінної. Розглянемо границю:
{\displaystyle \varphi \left(x\right)={\underset {y\to {{y}_{0}}}{\mathop {\lim } }}\,f\left(x,y\right)}
Будемо вважати, що {\displaystyle \varphi \left(x\right)} існує. Тепер знімемо фіксацію зі змінної {\displaystyle x} і розглянемо наступну границю:
{\displaystyle A={\underset {x\to {{x}_{0}}}{\mathop {\lim } }}\,\varphi \left(x\right)}
Якщо ця границя існує, то говорять, що {\displaystyle A} є повторною границею функції {\displaystyle f\left(x,y\right)} в точці {\displaystyle \left({{x}_{0}},{{y}_{0}}\right)}.
{\displaystyle A={\underset {x\to {{x}_{0}}}{\mathop {\lim } }}\,{\underset {y\to {{y}_{0}}}{\mathop {\lim } }}\,f\left(x,y\right)}
Аналогічно ми можемо фіксувати спочатку змінну {\displaystyle y}. У цьому випадку ми також отримаємо повторну границю, але, взагалі кажучи, іншу:
{\displaystyle B={\underset {y\to {{y}_{0}}}{\mathop {\lim } }}\,{\underset {x\to {{x}_{0}}}{\mathop {\lim } }}\,f\left(x,y\right)}
Це визначення можна розповсюдити і на функції декількох змінних {\displaystyle f\left({{x}_{1}},\ldots ,{{x}_{d}}\right)}.

## Рівність повторних границь
Нехай функція {\displaystyle f\left({{x}_{1}},\ldots ,{{x}_{d}}\right)}, визначена в виколотому околі точки {\displaystyle {{X}^{0}}=\left(x_{1}^{0},\ldots ,x_{d}^{0}\right)} і має в цій точці границю (звичайну). Тоді будь-яка повторна границя в точці {\displaystyle \ {{X}^{0}}} існує і дорівнює звичайній границі цієї функції в цій же точці.
У зворотний бік твердження, взагалі кажучи, невірне.